# Philip Laats
Philip Laats (Antwerpen, 2 februari 1963) is een Belgisch voormalig judoka.

## Levensloop
Laats werd tienmaal Belgisch kampioen (1984-1987 en 1989-1994) en behaalde tweemaal individueel brons op een Europees kampioenschap (1990 en 1995) en eenmaal in teamverband (1988). Zijn beste prestatie (5e) op een wereldkampioenschap behaalde hij in 1993.
Daarnaast vertegenwoordigde hij België op vier Olympische Spelen, met name in 1984, 1988, 1992 en 1996. In 1984 werd hij er negende, in 1988 zevende en in 1992 en 1996 telkens vijfde.
Van beroep was hij korporaal in het Belgisch leger. Later was hij actief bij een cargobedrijf op de luchthaven van Zaventem en vervolgens bondscoach van de Waalse judoliga. Hij is afkomstig uit Edegem. Zijn broers Johan, Stefaan en Lode waren eveneens actief in het judo.